# New Fairfield
New Fairfield är en kommun (town) i Fairfield County i delstaten Connecticut, USA. Vid folkräkningen år 2000 bodde 13 953 personer på orten. Den har enligt United States Census Bureau en area på totalt 65., km² varav 11,9 km² är vatten.